# Alliantie van Hongaren in Vojvodina
De Alliantie van Hongaren in Vojvodina is een Servische politieke partij die de politieke belangen van de etnische Hongaren in Servië vertegenwoordigt. De partijleider is István Pásztor.
De partij is vertegenwoordigd in zowel het Servische parlement als het parlement van Vojvodina. Verder is de partij vertegenwoordigd in vele gemeenteraden in Vojvodina. In de stad Subotica levert de partij de burgemeester (Maglai Jeno).
Bij de Servische parlementsverkiezingen van 16 maart 2014 wist de partij 7 zetels te bemachtigen. Een record voor de Hongaarse minderheid.

## Vertegenwoordiging
Servische parlement
- 5 zetels van de 250 (oppositiepartij)

Parlement van Vojvodina
- 7 zetels van de 120 (coalitiepartij)